# Fontaine-Bonneleau
Fontaine-Bonneleau is een gemeente in het Franse departement Oise (regio Hauts-de-France) en telt 287 inwoners (1999). De plaats maakt deel uit van het arrondissement Beauvais. In de gemeente ligt het gesloten spoorwegstation Fontaine-Bonneleau.

## Geografie
De oppervlakte van Fontaine-Bonneleau bedraagt 16,8 km², de bevolkingsdichtheid is 17,1 inwoners per km².
De onderstaande kaart toont de ligging van Fontaine-Bonneleau met de belangrijkste infrastructuur en aangrenzende gemeenten.

## Demografie
Onderstaande figuur toont het verloop van het inwonertal (bron: INSEE-tellingen).